# Họ Cá cát
Họ Cá cát (danh pháp khoa học: Ammodytidae) là một họ cá biển, theo truyền thống xếp trong phân bộ Trachinoidei của bộ Cá vược (Perciformes), nhưng các kết quả nghiên cứu phát sinh chủng loài gần đây cho thấy tốt nhất nên tách nó cùng một số họ khác, bao gồm Uranoscopidae, Cheimarrichthyidae (= Cheimarrhichthyidae) và Pinguipedidae, thành một bộ riêng có danh pháp là Uranoscopiformes.

## Từ nguyên
Tên khoa học của họ cũng như của chi điển hình (Ammodytes) bắt nguồn từ tiếng Hy Lạp άμμος (ámmos) nghĩa là cát, và δύτης (dýtis) nghĩa là thợ lặn), để nói tới tập tính vùi mình trong cát để tránh các dòng thủy triều của chúng.

## Đặc điểm
Các loài cá trong họ này nhỏ, thuôn dài, chiều dài từ 6,1 cm (Ammodytoides praematura) tới 40 cm (Hyperoplus lanceolatus), vảy nhỏ hình xycloit. Vây lưng dài, thường kéo dài gần như toàn bộ chiều dài lưng, tia mềm 40-69. Tia mềm vây hậu môn 14-36. Không có tia gai ở vây lưng và vây hậu môn. Thường không có vây ngực, ngoại trừ ở các chi Bleekeria và Protammodytes. Vây đuôi chẻ. Đường bên cao, chạy dọc theo phần gần sống lưng, không phát triển bong bóng, không răng. Tia xương nắp mang 7. Màng mang tách biệt. Đốt sống 52-78.

## Phân bố và môi trường sống
Cá cát thường xuyên được các ngư dân bắt gặp tại vùng biển Bắc Thái Bình Dương và Bắc Đại Tây Dương, nhưng cũng được tìm thấy trong các vùng biển khắp thế giới, như ở Bắc Băng Dương (Ammodytes hexapterus) và Ấn Độ Dương (Ammodytoides xanthops, Protammodytes ventrolineatus và một số loài Bleekeria). Sinh sống trong môi trường đáy khi trưởng thành.
Thức ăn chủ yếu của cá cát non và trưởng thành là động vật chân kiếm (Copepoda). Các dạng ấu trùng của cá cát có lẽ là phổ biến nhất trong số các loại ấu trùng cá trong các khu vực như tây bắc Đại Tây Dương và là nguồn thức ăn chính đối với cá tuyết, cá hồi, cá voi và các loài động vật biển quan trọng về mặt thương mại khác. Cá cát trưởng thành được đánh bắt ở quy mô thương mại tại một số khu vực (chủ yếu ở châu Âu), dẫn tới sự cạnh tranh trực tiếp của con người với các loài chim lặn như hải âu cổ rụt, anca, nhàn và cốc.
Một số loài là cá biển nông sinh sống ở vùng duyên hải và việc đào cát bắt cá cát làm mồi câu từng là trò giải trí phổ biến ở vùng duyên hải châu Âu và Bắc Mỹ. Những loài còn lại là cá biển sâu, với một số loài mới được mô tả gần đây và phần lớn trong số này không có tên gọi thông thường. Cá cát có các cử động của mắt độc lập, tương tự như ở tắc kè hoa.

## Phân loại
Họ này bao gồm 7 chi với 31 loài đã biết.
- Ammodytes: 6 loài.
- Ammodytoides: 10 loài.
- Bleekeria: 6 loài.
- Gymnammodytes: 3 loài.
- Hyperoplus: 2 loài.
- Lepidammodytes: 1 loài (Lepidammodytes macrophthalmus).
- Protammodytes: 3 loài.

## Thư viện ảnh

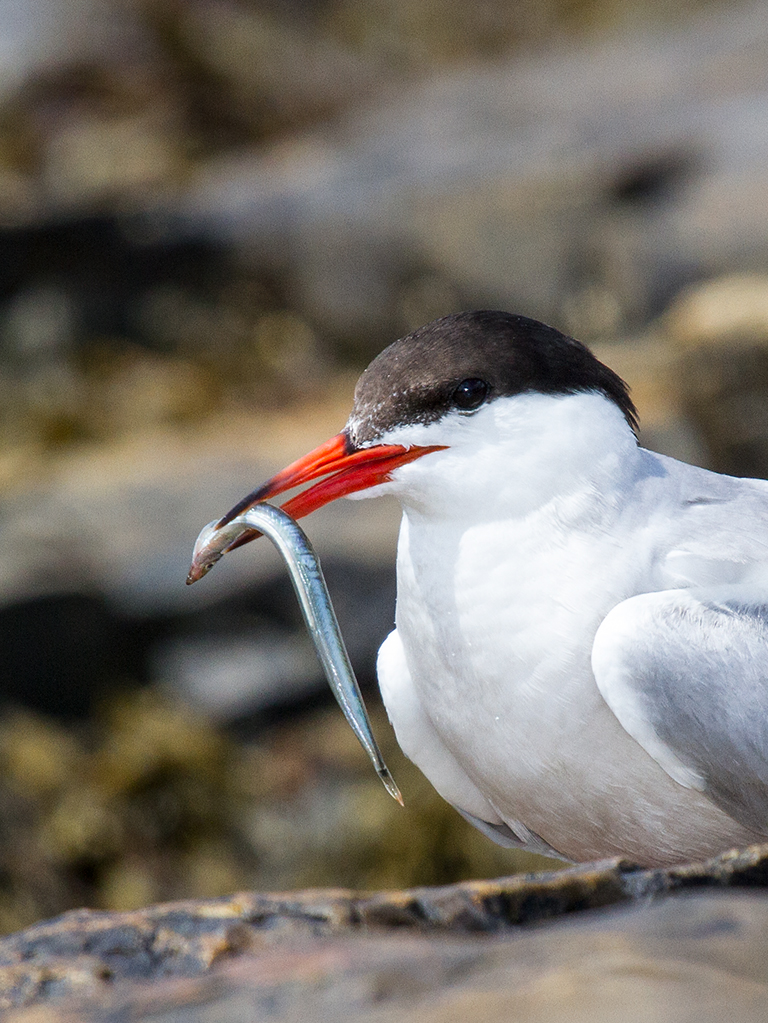
Nhàn (Sterna hirundo) với một con cá cát ở vũng Biddeford, Maine, tháng 8 năm 2013.
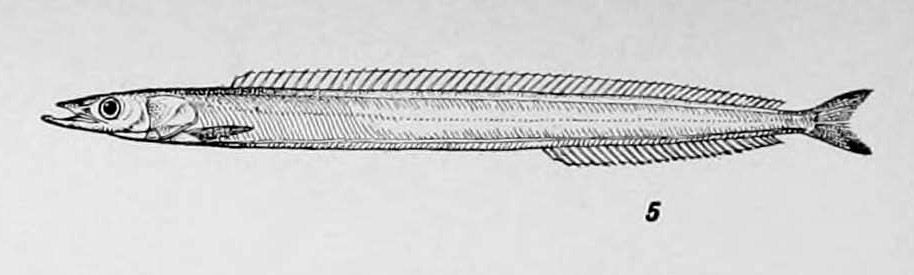
Ammodytes americanus.
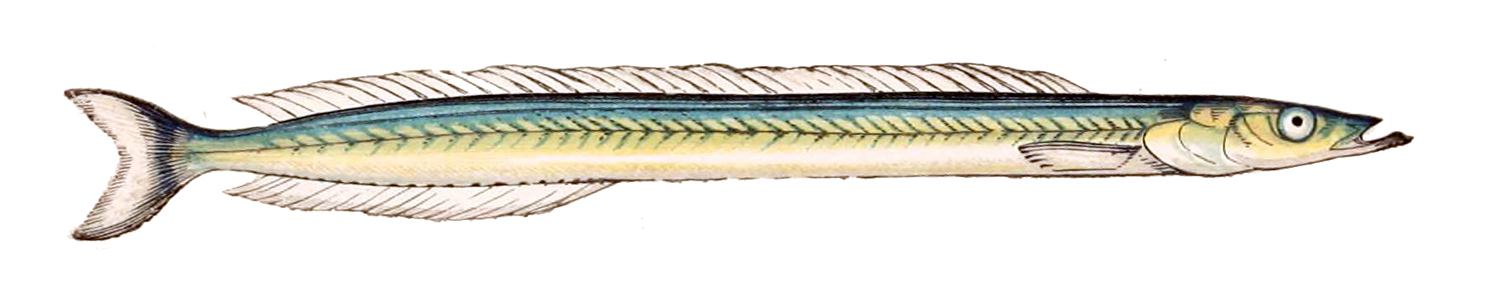
Ammodytes tobianus.
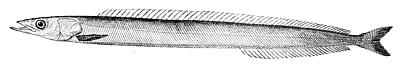
Ammodytes dubius.